# Christoph Beyer (Architekt)
Christoph Beyer (* 15. Juli 1653 in Dresden; † 6. Januar 1741 in Steinigtwolmsdorf) war ein Kavalierarchitekt des Barock und kursächsischer Oberlandbaumeister.

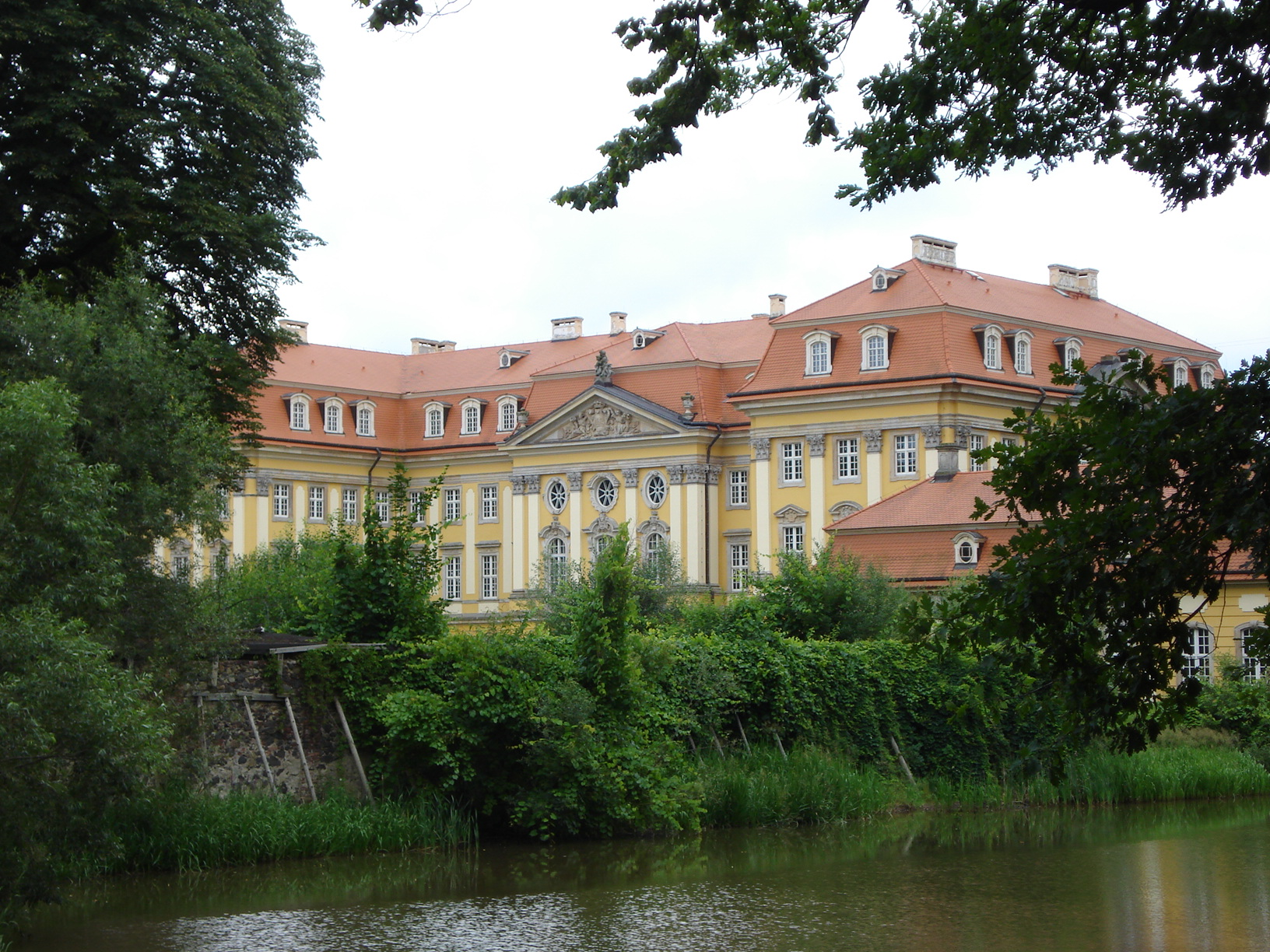
Stiftsschloss Joachimstein

## Leben und Wirken
Er war einer von vier Söhnen des vermögenden Obersteuerbuchhalters Johann Georgs II. und späteren Besitzers des Rittergutes Steinigtwolmsdorf, Andreas Beyer. Er erhielt wohl zunächst eine Ausbildung im Hofdienst und war als Kämmerer der verwitweten Kurfürstin Wilhelmine Ernestine von der Pfalz angestellt, die bei ihrer Schwester Anna Sophie auf Schloss Lichtenburg bei Prettin residierte. In diesem Zusammenhang muss er sich auch mit Bauaufgaben befasst haben. Ungewöhnlich ist, dass er, ohne die klassische Karriereleiter des kursächsischen Oberbauamtes durchlaufen zu haben, 1692 sogleich durch Johann Georg IV. zum Vizeoberlandbaumeister ernannt worden war. An seiner Seite wirkten Michael Plancke und später Johann Friedrich Karcher als zweite Oberlandbaumeister. Ihnen standen Johann Georg Starcke und nach ihm August Christoph Graf von Wackerbarth als Oberinspektoren vor. 1693 betraute ihn der Landesherr mit dem Entwurf eines kurfürstlichen Palais in Leipzig, dessen Plan allerdings noch von seinen Nachfolgern mehrfach neu projektiert, aber schließlich verworfen wurde. 1696 stieg Beyer zum Ersten Oberlandbaumeister und damit zum Chef des Oberbauamtes auf. Ihm unterstanden fortan unter anderen Matthäus Schumann als Landbaumeister, Johann Friedrich Karcher als Obergärtner, Johann Rockstroh als Rechnungsführer beim Großen Garten, Matthäus Daniel Pöppelmann als Kondukteur bei den Schlossgebäuden, Balthasar Lange als Kondukteur beim Großen Garten und Balthasar Permoser als Hofbildhauer.
Aus seiner Zeit als Oberlandbaumeister sind keine selbstständig entworfenen und erhaltenen Großbauwerke Beyers bekannt. Er war vielmehr mit Reparatur- und Wiederaufbauarbeiten betraut. Beyers Hang zu einem einfachen und reduzierten Stil ließ sich auf Dauer nicht mit der Prachtliebe des König-Kurfürsten Friedrich August I. vereinbaren. So kam es, dass er 1706 wohl freiwillig aus dem Amt des Oberlandbaumeisters schied. Anhaltende Konflikte mit dem Ingenieurhauptmann Lambert Lambion, der den abwesenden Wackerbarth vertrat, mögen ihn dabei in seiner Entscheidung bekräftigt haben.
Christoph Beyer zog sich zu seinem Bruder, dem Hofjustiziar und Oberkonsistorialrat Dr. Andreas Beyer, auf sein Rittergut Steinigtwolmsdorf zurück. Dabei gab er jedoch das Bauwesen nicht auf und sollte nun sogar sein Hauptwerk schaffen. Der Kammerherr Joachim Sigismund von Ziegler und Klipphausen, den Beyer schon seit 1691 kannte und unter anderem beim Bau des Kirchturmes in Radmeritz beraten hatte, zog ihn spätestens ab 1710 als leitenden Architekten beim Bau des Stiftsschlosses Joachimstein auf seinem Rittergut Radmeritz heran. Ziegler hatte zuvor dank seiner guten Kontakte am Dresdner Hof bereits Johann Friedrich Karcher und Matthäus Daniel Pöppelmann zum Entwerfen von Gebäudegrundrissen verpflichten können. Zur Ausführung kam wohl aber der Plan Beyers, der jedoch eine Überarbeitung der Entwürfe Karchers und Pöppelmanns darstellte. Der Rohbau war um das Jahr 1722 fertiggestellt, sodass der alternde Bauherr in diesem Jahr sein „Freies Weltadliges Evangelisches Fräuleinstift“ stiftete und landesherrlich bestätigen ließ. Doch der Innenausbau und die Gestaltungsarbeiten sollten sich noch bis 1728 hinziehen. In diesem Jahr erfolgten die feierliche Einweihung und der Einzug der ersten Stiftsfräulein. Neben Beyer, Karcher und Pöppelmann waren zahlreiche weitere hochrangige Baumeister und Künstler des Dresdner Barock in Joachimstein tätig. Zu nennen sind hier vor allem Johann Christoph von Naumann, George Bähr, Johann Christian Kirchner, Johann Christoph Knöffel und Caspar Gottlob von Rodewitz.
Joachim Sigismund von Ziegler und Klipphausen und Christoph Beyer verband nicht nur das Wirken am Dresdner Hof und der Bau Joachimsteins, auch die gelebte Religion, die Wohltätigkeit an den Armen, das landwirtschaftliche Interesse als Rittergutsbesitzer und schließlich der Umstand, dass beide zeitlebens unverheiratet blieben, waren verbindende Elemente, die die langjährige Freundschaft beförderten. Beyer sollte Ziegler um sechs Jahre überleben.